# 第一次木津川口の戦い
第一次木津川口の戦い（だいいちじきづがわぐちのたたかい）は、天正4年（1576年）に毛利氏と織田氏との間に起こった海戦である。戦闘は主に大阪湾木津川河口で行われた。
戦国時代、織田信長と本願寺顕如との間で十年にわたって争われた石山合戦における緒戦の一つ。毛利方の水軍の使用する焙烙火矢の前に織田方の水軍は壊滅的な打撃を受け、石山本願寺への兵糧など物資の搬入という目的を毛利方が果たす結果となった。

## 概要
7月15日（『信長公記』）､毛利水軍が石山本願寺への兵糧搬入をはかると､織田水軍はこれを木津川口で阻止しようと試みるが、焙烙火矢をしかけられて船は焼かれ、応戦した8名の武将の内7名が討死するなど多くの戦死者を出し､毛利氏が勝利を得たとされる。
村上元吉以下15名の注進状によると､7月12日、淡路島の岩屋を出発した毛利水軍は､泉州の貝塚に渡り､紀州の雑賀衆と同意して､13日､堺津から木津河口に進んだところ､井楼を組みあげた数艘の大船とそれを囲む警護船200余艘の織田水軍と接触、戦闘が開始された。戦いは13日から14日の早朝にかけておこなわれ、毛利水軍が織田勢を破り、大船をすべて焼き崩す戦果をあげ、織田勢に包囲された本願寺に兵糧を入れることに成功した。
永禄11年（1568年）の上洛以後、敵城を包囲中の織田主力部隊が､敵の大集団に、外側から封鎖を強行突破をされた希有の例であるため、信長に強烈な打撃を与えたと思われる。

## 関連作品
- 小説
  - 津本陽『雑賀六字の城』
  - 和田竜『村上海賊の娘』